# زهدي جاسر
محمد زهدي جاسر (مواليد 17 نوفمبر 1967) هو طبيب أمريكي متخصص في الطب الباطني وطب القلب النووي في فينيكس، أريزونا. جاسر هو رائد سابق في البحرية الأمريكية، حيث عمل كطبيب باطني في مكتب الطبيب المعالج في كونغرس الولايات المتحدة. في عام 2003، أسس جاسر مع مجموعة من المسلمين الأمريكيين المنتدى الإسلامي الأمريكي للديمقراطية (AIFD) ومقره في فينيكس، أريزونا، وفي عام 2004 كان أحد مؤسسي مركز التعددية الإسلامية.
كما أنه مساهم في وسائل الإعلام الوطنية والدولية، حيث دعا إلى فصل المسجد عن الدولة وتحدث ضد أيديولوجية «الإسلام السياسي» أو الإسلاموية. كان ضيفًا متكررًا على قناة فوكس نيوز وسي إن إن وسي بي إس وإم إس إن بي سي وغيرها. كما ساهم بمقالات في الصحف المحلية مثل أريزونا ريبابليك، ودالاس مورنينغ نيوز، ونيويورك بوست، ووول ستريت جورنال، وواشنطن تايمز.
في مارس 2012، عين زعيم الأقلية في مجلس الشيوخ ميتش ماكونيل (جمهوري من ولاية كنتاكي) جاسر للعمل لمدة عامين في اللجنة الأمريكية للحرية الدينية الدولية.

## مسيرته
ولد جاسر في 17 نوفمبر 1967 في دايتون بولاية أوهايو،  وهو ابن لسوريين هاجرا إلى الولايات المتحدة في الستينيات بسبب القمع في وطنهم. كان جده، زهدي جاسر، الذي كان يمتلك شركة زيت نباتي في سوريا، مسلمًا متدينًا معجباً بالغرب. والده محمد قيس جاسر، طبيب قلب، درس الطب في جامعة لندن وفي سوريا في أوائل الستينيات، وكان ناقدًا نشطًا من خلال أعمدة صحيفته، مما أدى إلى هجرته مع زوجته الصيدلانية عام 1963 من بيروت بلبنان إلى الولايات المتحدة. نشأ جاسر في أبليتون، ويسكونسن، حتى سن السادسة. انتقلت الأسرة بعد ذلك إلى نيناه، حيث نشأ مُسلما سُنيا.
درس في جامعة ويسكونسن - ميلووكي، وحصل على بكالوريوس العلوم في عام 1988؛ ثم التحق بكلية الطب في ويسكونسن بمنحة من البحرية الأمريكية، وحصل على درجة دكتوراه في الطب عام 1992.[بحاجة لمصدر] خدم في البحرية لمدة 11 عامًا، وحصل على وسام الخدمة الاستحقاق وحصل على رتبة رائد بحلول وقت تسريحه المشرّف في عام 1999.[بحاجة لمصدر] تضمنت جولات عمله طبيبًا باطنيًا للكونغرس الأمريكي، ورئيس القسم الطبي على متن السفينة يو إس إس إل باسو، وكبير المقيمين في مستشفى بيثيسدا البحري. انتقل إلى ولاية أريزونا بعد تسريحه من البحرية، وتولى جزءًا من الممارسة الطبية لوالده.
كثيرا ما يكتب جاسر ويتحدث عن قضية الإسلام السياسي. يصفه جيمس وولسي، الرئيس السابق لوكالة المخابرات المركزية وسيث ليبسون، المؤلف ومقدم البرامج الإذاعية بأنه «نوع الرجل الذي ينبغي أن تستمع إليه حكومتنا».
يمارس جاسر الطب في فينكس، أريزونا، ويقيم في سكوتسديل، مع زوجته وأبناءه الثلاثة.

## آراء حول الإسلام
يصف جاسر نفسه بأنه مسلم متدين يعتقد أن «أمريكا في الواقع توفر أفضل جو للمسلمين لممارسة عقيدتهم». لا يدعي أنه خبير رسمي في اللغة العربية الفصحى، أو في الشريعة، لكنه «يرى الإسلام (بما يتوافق مع» الاجتهاد «) حسب الاقتضاء في العالم الحديث وخاضعة للمنطق والعقل».
بدأ جاسر في انتقاد المنظمات الإسلامية الأمريكية بما في ذلك مجلس العلاقات الأمريكية الإسلامية، والجمعية الإسلامية لأمريكا الشمالية، واتحاد أئمة أمريكا الشمالية، ومجمع الفقهاء المسلمين في أمريكا، ورابطة الطلاب المسلمين، ومجلس الشؤون المسلمين العامة، الجمعية الإسلامية الأمريكية والدائرة الإسلامية لأمريكا الشمالية ومركز دراسة الإسلام والديمقراطية، لأنه يعتبرهم إسلاميين، أي أنهم يدعمون الخلط بين الإسلام والسياسة. لقد كان ينتقد بشكل خاص مجلس العلاقات الأمريكية الإسلامية، وهو منظمة حقوق مدنية أمريكية مسلمة تركز، وفقًا لجاسر، على «علم الضحايا» ولا تدين بشكل كاف أهداف الجماعات الإرهابية. ورد مسؤول في مجلس العلاقات الإسلامية الأمريكية، «[مع هؤلاء الأشخاص، لا شيء سنفعله يرضيهم»، كما عبّر أنّ زهدي «مجرد دمية في يد كارهي الإسلام».
شارك جاسر أيضًا في أنشطة الحوار بين الأديان، حيث خدم في مجلس إدارة حركة أريزونا بين الأديان.[بحاجة لمصدر] كما ساهم في منظمة بذور السلام عام 2003.
قال جاسر إنه رفقة عائلته ساعدوا في بناء عدد من المساجد الصغيرة في مدن مختلفة باستخدام الأموال التي تم جمعها محليًا، وفي بعض الأحيان واجهوا معارضة محلية، ولكن تغلبوا عليها. في عام 2010، عارض جاسر بشدة بناء مشروع بيت قرطبة، وهو مركز إسلامي مكون من 13 طابقًا ومسجدًا على بعد شارعين من موقع مركز التجارة العالمي، والذي يُعرف أيضًا باسم (Ground Zero). وقال إنه يشعر بالقلق من أن تمويل المشروع الذي تبلغ قيمته 100 مليون دولار قد يأتي من مصادر إسلامية أجنبية.

## آراء حول إسرائيل
جاسر هو مؤيد صريح لإسرائيل، ويعتقد أن المنظمات والقادة المسلمين يجب أن يخضعوا لاختبار ليتموس (litmus test) لمعرفة ما إذا كانوا يعترفون بإسرائيل كدولة.

## المنتدى الإسلامي الأمريكي للديمقراطية
أسس جاسر ومجموعة من المسلمين الأمريكيين المنتدى الإسلامي الأمريكي غير الربحي للديمقراطية، في عام 2003 بهدف إظهار توافق الإسلام مع الديمقراطية والقيم الأمريكية. جاسر هو رئيس المجموعة وكبير المتحدثين بها. يدعم المنتدى فصل الدين عن الدولة، والتعددية الدينية، والمساواة بين الجنسين، والاعتراف غير المشروط بإسرائيل، وإنشاء فلسطين المستقلة "على" الأراضي المحتلة "الحالية.

## الأنشطة المهنية
يمارس جاسر الطب الباطني وطب القلب النووي في فينيكس. لقد كان عضوًا في مجلس الصحة في مقاطعة ماريكوبا منذ 2005. وهو عضو في المجلس الاستشاري لصندوق كلاريون، وهي منظمة غير ربحية مقرها نيويورك تنتج وتوزع أفلامًا وثائقية. في عام 2011، أصدرت المجموعة فيلم «إيرانيوم» الذي يستكشف البرنامج النووي الإيراني من حيث علاقته بالتهديدات ضد الغرب.
في عام 2007 شكل جاسر فريق عمل للأطباء على مستوى الولاية للتأهب للكوارث. يرأس لجنة أخلاقيات علم الأحياء ويقوم بتدريس طب القلب النووي في فينيكس.

## روابط خارجية
- "The Third Jihad". Movie website. مؤرشف من الأصل في 2019-01-20.
- Carey، Nick (16 أبريل 2010). "Special Report: U.S. shifts gears to tackle homespun terrorism". Reuters.com. Reuters. مؤرشف من الأصل في 2021-03-23. اطلع عليه بتاريخ 2011-03-09.
- مرات الظهور على سي-سبان